# Lleó IX
Lleó IX fou el nom que prengué Bruno d'Egisheim-Dadsburg (comtat d'Alsàcia, 21 de juny del 1002 – Roma, 19 d'abril del 1054) com a papa de l'Església Catòlica del 1049 al 1054. És venerat com a sant pels catòlics i celebrat el 19 d'abril.

## Orígens

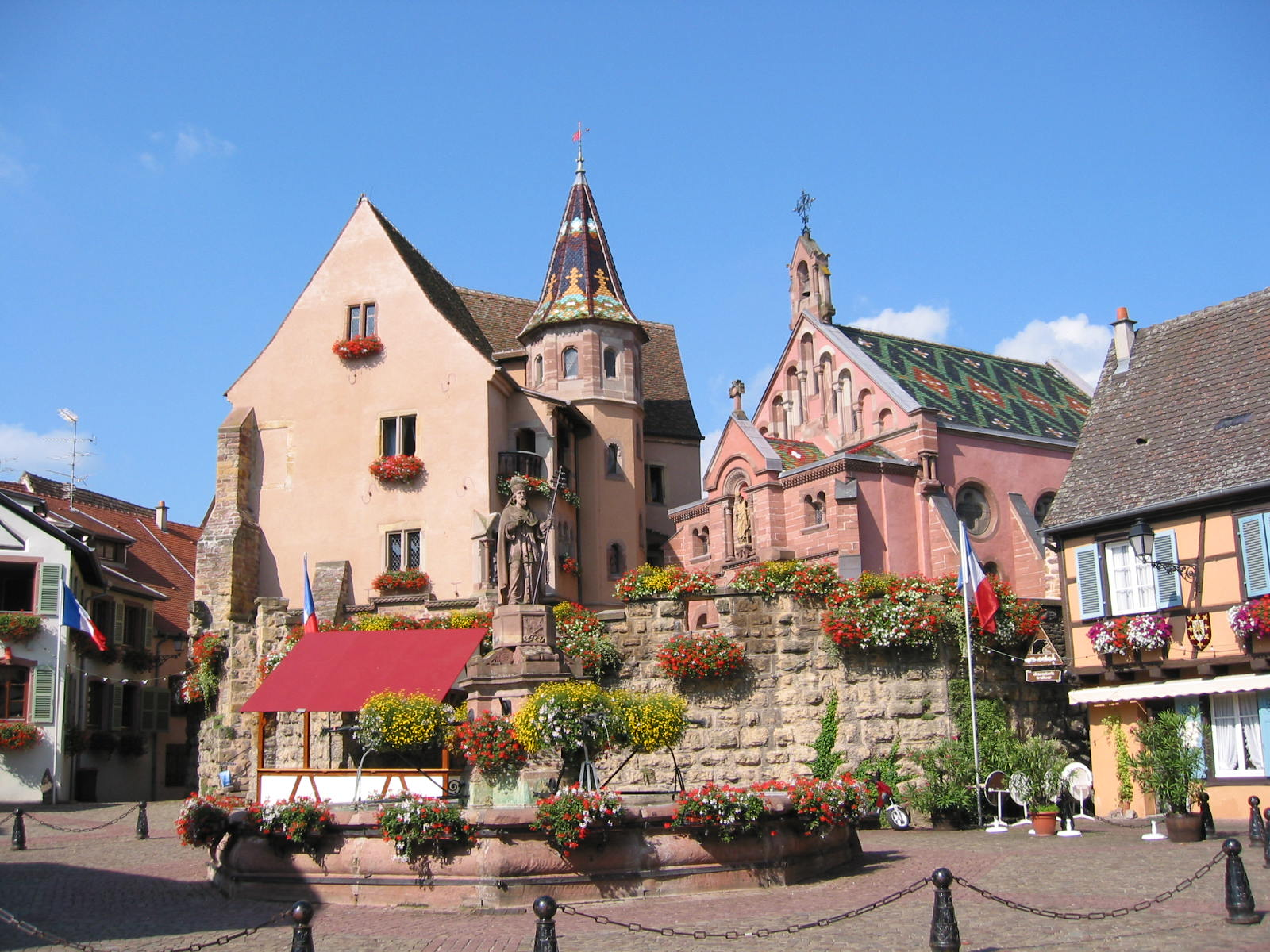
Castell d'Eguisheim, lloc de naixement del papa

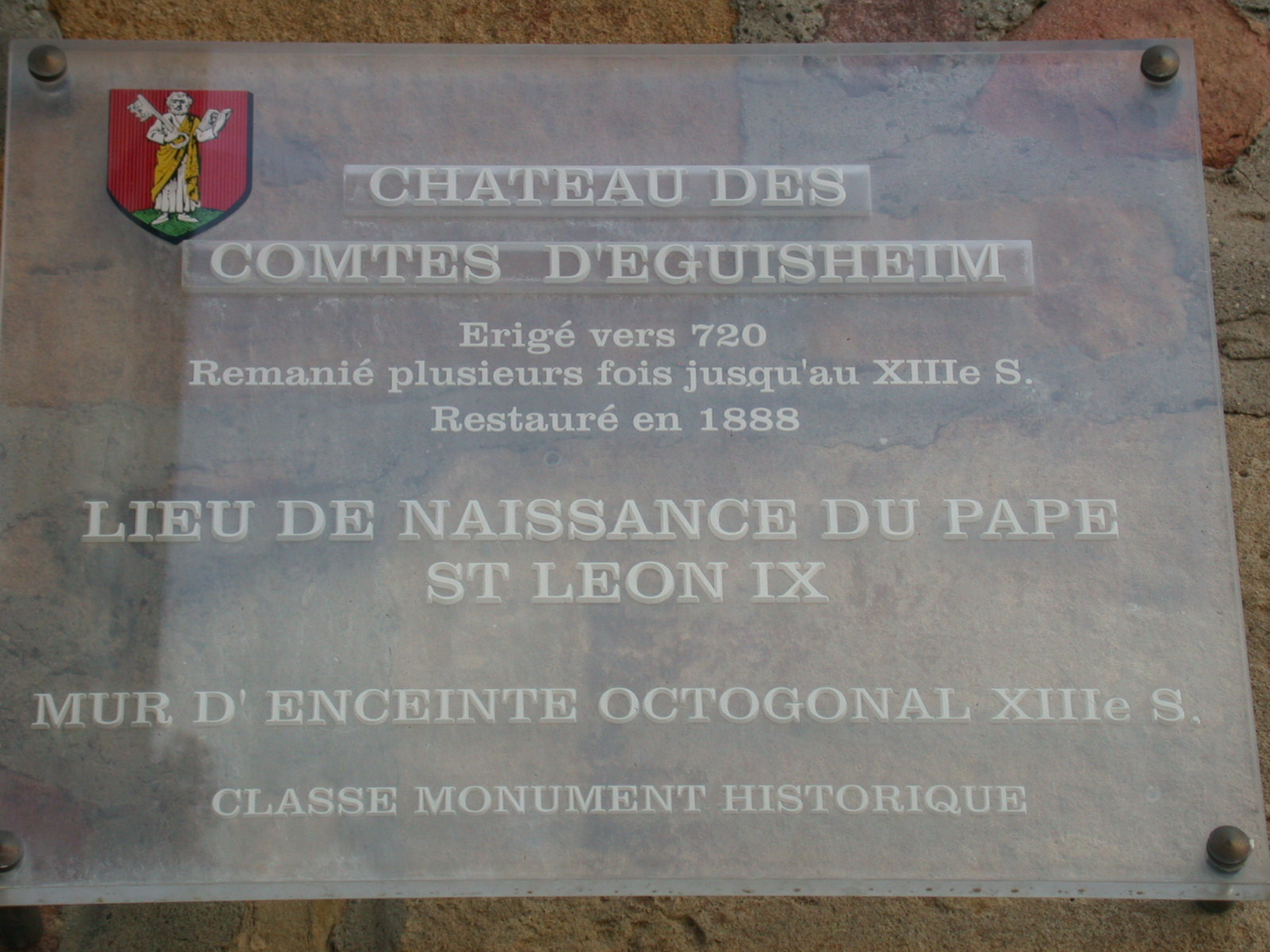
Placa commemorativa al castell d'Eguisheim

Fill del comte d'Alsàcia Hug d'Egisheim i familiar de l'emperador Enric III va néixer a Eguisheim, comtat d'Alsàcia, encara que algunes fonts apunten que va néixer a Dadsburg. Per part de pare era parent dels reis germànics i per part de mare era membre d'una important família dels carolingis de França occidental.
Als cinc anys va ser confiat al bisbe Berthold de Toul per ser educat a l'escola de la catedral, on ja va destacar. Després de la mort del seu tutor, va ser cridat a la cort de l'emperador Conrad II. El 1026 va conduir les tropes aixecades a Toul per una campanya a Llombardia. A la mort del bisbe Hermann de Toul, quan tan sols tenia 24 anys, va ser proposat pel clergue romà com el seu successor i el 9 de setembre del 1027 va ser consagrat per l'arquebisbe Poppo de Treveris, dignitat que ocupava quan el novembre del 1048 fou designat per Enric III en un congrés de prínceps i bisbes a Worms per succeir al pontificat a l'efímer Damas II.

## Papat

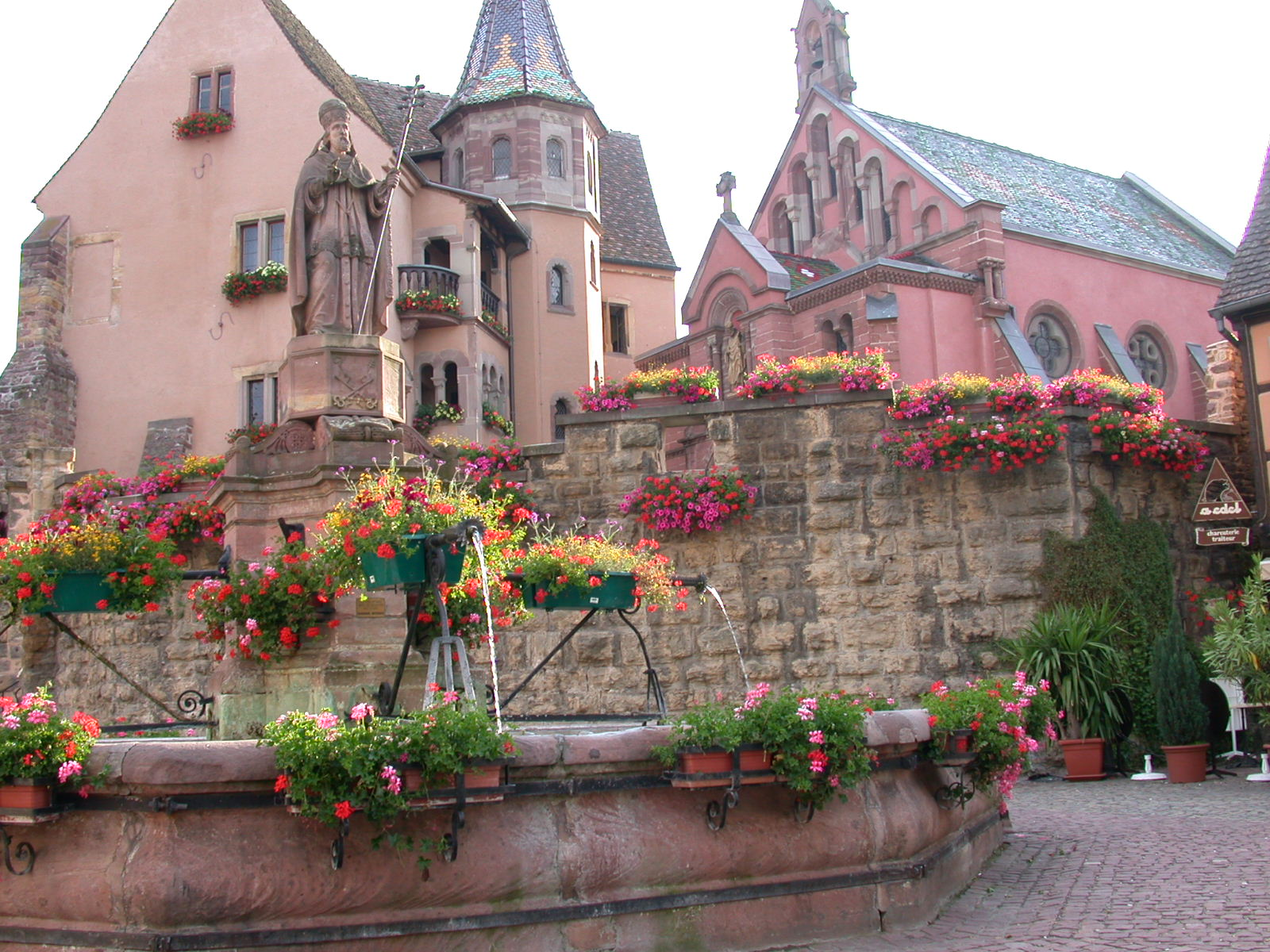
Escultura del papa al castell d'Eguisheim

Amb aquesta elecció l'emperador pretenia que el pontificat s'incorporés a l'església imperial que Enric dirigia tal com havia aconseguit amb anterioritat l'emperador roma Constantí I. No obstant Lleó IX va condicionar l'acceptació del càrrec a la celebració posterior d'una elecció canònica tot donant una primera idea del rebuig a la submissió imperial i va ser el motiu de què la seva consagració es retardés fins al 12 de febrer del 1049, després de ser acceptat pel poble i el clergue romà.
El mateix any que va esdevenir papa va prohibir el matrimoni de Guillem el Bastard, Duc de Normandia, amb Matilde de Flandes donat el seu grau de familiaritat. Tot i això el matrimoni va celebrar-se.
Va decidir encapçalar el moviment de reforma eclesiàstic, que fins aleshores havia liderat l'emperador, es va rodejar de figures com Pere Damià, Hildebran i el cardenal Humbert de Silva Candida entre d'altres. També va donar entrada en el col·legi cardenalici a eclesiàstics no romans, fent-lo més internacional i partidari de les idees clunianenques. Se'l pot considerar un predecessor de la Reforma Gregoriana.
Les seves reformes es van centrar a erradicar de l'Església la simonia i el matrimoni dels sacerdots, i per aconseguir-ho va celebrar dotze sínodes, dels quals destaquen el Laterà, Pavia, Reims i Magúncia.
També va intentar frenar els normands que instal·lats al sud de la península Itàlica que amenaçaven territoris pontificis. Així el 1053 va armar un exèrcit que va resultar derrotat per Umfred d'Hauteville en la batalla de Civitate, prop de Benevent, en la qual resultà ferit. Fou empresonat prop d'un any no recobrant la llibertat fins poc abans de la seva mort.

## Cisma de l'Església Oriental
El fet més significatiu del seu pontificat va ser la consumació del Cisma de l'Església Oriental que encara portava les seves causes i malentesos d'enfrontaments anteriors, va explotar el 1054 quan el papa Lleó IX a l'objectiu d'aconseguir una aliança amb l'Imperi Romà d'Orient contra els normands va enviar una ambaixada a Constantinoble encapçalada pel cardenal Humbert de Silva Candida i formada pels arquebisbes Frederic de Lorena i Pere d'Amalfi.
La situació a Constantinoble no era la més propícia, ja que la seva Església estava encapçalada pel patriarca Miquel Cerulari, qui, poc abans, havia amenaçat de tancar les esglésies llatines a Constantinoble que no adoptessin el ritual grec.
Humbert de Silva Candida, a la seva arribada, va negar el títol de patriarca ecumènic, el segon lloc en la jerarquia eclesiàstica de Constantinoble i, a més, va dubtar de la legitimitat de l'elevació de Cerulari al patriarcat. El Patriarca va reaccionar negant-se a rebre a la legació pontifícia.
Humbert va respondre amb la publicació del seu Diàleg entre un romà i un constantinopolità, un tractat en el qual critica els costums grecs; i redacta una butlla d'excomunió contra Cerulari, després va fugir de la ciutat. La reacció immediata, el 24 de juliol del 1054, va ser la contraexcomunió del cardenal i el seu seguici. Es va arribar d'aquesta forma a la ruptura i a partir d'aquest moment ja mai més es va mencionar el nom del papa en la litúrgia romana d'Orient, i van romandre tancades a Constantinoble les esglésies dels llatins.
Per la seva part el papa va passar a no reconèixer el Quart Concili de Constantinoble pel qual el Credo niceno-constantinopolità va passar a incloure el filioque.
Lleó va morir el 18 d'abril del 1054 i el seu cos reposa en la basílica de Sant Pere.